# Pannkakssköldpadda
Pannkakssköldpadda (Malacochersus tornieri) är en sköldpadda i familjen landsköldpaddor som förekommer i Tanzania och Kenya i östra Afrika och som kännetecknas av en mycket platt ryggsköld. Ett annat namn är torniersköldpadda. 
Pannkakssköldpaddan når en storlek på omkring 14 till 17 centimeter och är gulbrunaktig. Den lever i klippiga habitat. Om sköldpaddan hotas av predatorer kan den gömma sig i smala springor och skrevor, något som underlättas av den platta och flexibla ryggskölden. Den använder frambenen och klorna för att hålla fast sig och försvåra för en fiende att få fram den.
Dess föda består främst av växtdelar som blad och frukt. Mest aktiv med födosök är den på morgonen. Varma dagar söker den ofta skydd från hettan mitt på dagen under någon sten. Natten tillbringas bland skyddande klippor. Fortplantningen är ovipar, det vill säga att honan lägger ägg. Vanligen lägger en hona ett, förhållandevis stort, ägg per kull. 
IUCN listar arten som akut hotad. Insamling för handel är ett allvarligt hot mot de vilda populationerna.